# Gejza Bukowski von Stolzenburg
Gejza Bukowski von Stolzenburg (ur. 28 listopada 1858 w Bochni, zm. 1 lutego 1937 tamże) – geolog-kartograf, paleontolog.

## Życiorys

### Młodość
Był synem polsko-węgierskiego małżeństwa. Szkołę ludową i gimnazjum niższe ukończył w Bochni, gimnazjum wyższe w Cieszynie, gdzie w 1877 zdał maturę. Po ukończeniu liceum, w latach 1877-1885 studiował nauki przyrodnicze na Uniwersytecie Wiedeńskim u prof. Eduarda Suessa i u prof. Melchiora Neumayr’a.

### Praca w Austrii i innych regionach
W ramach pracy doktorskiej zajmował się utworami jurajskimi okolic Częstochowy. W latach 1885–1888 Bukowski pracował jako asystent u prof. Neumay’ra w Katedrze Paleontologii Uniwersytetu Wiedeńskiego. W 1887 została wydana jego obszerna monografia paleontologiczno-stratygraficzna na temat osadów jurajskich okolic Krakowa, Częstochowy i Wielunia. Pod wpływem Neumayr’a poświęcił się pracom badawczym w rejonie Morza Śródziemnego na wyspach Rodos, Kasssos i Armathia oraz w Azji Mniejszej, w rejonie jezior Ejerdir, Beisheher, Aksheher i w Buldur, w 400 km pasie między Babadagiem a Konyą.
W latach 1889–1918 był pracownikiem naukowym Geologische Reichsanstalt w Wiedniu, gdzie się wykazał jako geolog, paleontolog i kartograf. Najpierw pracował jako praktykant, po czterech latach został asystentem 9. rangi, w 1897 adiunktem, w 1900 geologiem, a w 1902 starszym geologiem. W latach 1889–1892 prowadził badania utworów krystalicznych i paleozoiku w Sudetach Morawskich (obszary: wówczas Mährisch-Neustadt i Schönberg, obecnie Uničov i Šumperk, na północny zachód od Ołomuńca). Ich wynikiem była mapa w skali 1:75.000, wydana w 1905. Od 1891 był członkiem Komisji Fizjograficznej Akademii Umiejętności w Krakowie.

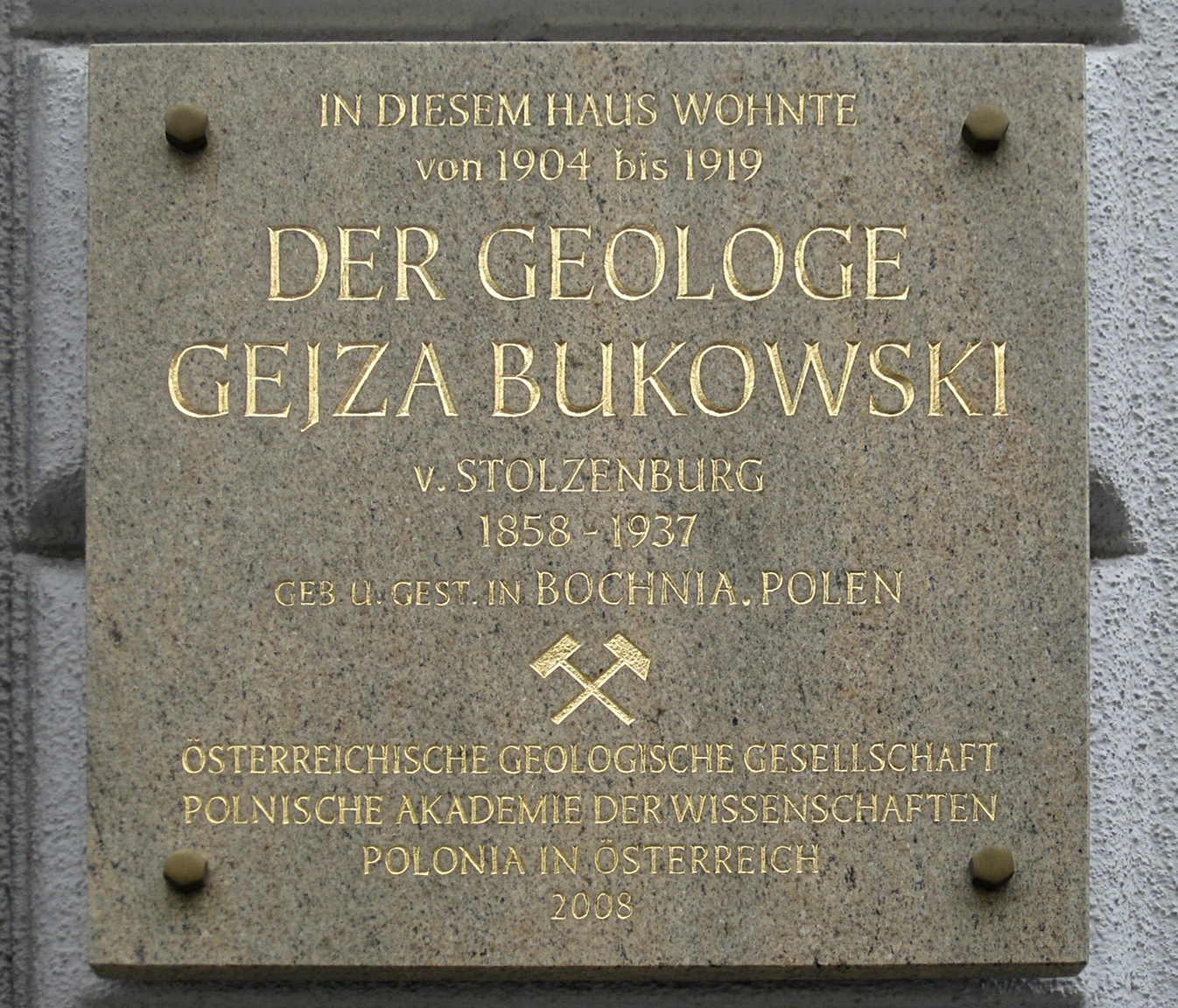
Tablica pamiątkowa na ścianie domu Bukowskiego w Wiedniu

Od 1893, aż do wybuchu pierwszej wojny światowej pracował w południowych rejonach państwa austro-węgierskiego: w południowej Dalmacji (obecnie Czarnogóra). W 1903 opublikował Blatt Budva szczegółowej mapy geologicznej południowej Dalmacji, w skali 1: 25.000. Arkusze Spizza Nord i Spizza Süd zostały wydane w 1909. Po wybuchu pierwszej wojny światowej Bukowski opracowywał swoje obserwacje geologiczne w Wiedniu. W 1917 rezultaty jego prac opublikowano jako Blatt Ragusa (dziś Dubrownik) mapy szczegółowej w skali 1:25.000. Za swoje zasługi został mianowany w 1916 Oberbergrat (starszy radca górniczy).

### Powrót do Polski
W 1919 Bukowski przeniósł się do Bochni. W latach 1919–1926 pracował na stanowisku geologa w Oddziale Ropy Naftowej i Złóż Soli w Państwowym Instytucie Geologicznym. Wydał mapę Geologische Detailkarte der subkarpatischen Zone von Bochnia w skali 1: 25.000 z komentarzami. Było to podsumowanie ostatnich jego prac terenowych. W 1925 Geologische Bundesanstalt w Wiedniu mianowała Bukowskiego członkiem korespondentem.
Na emeryturę przeszedł w 1926. Nadal pracował w Bochni i publikował prace naukowe na temat swoich wczesnych badań w południowej Dalmacji i w Azji Mniejszej. Bibliografia jego prac obejmuje 64 pozycje. Był uznanym i cenionym autorytetem z zakresu geologii w skali światowej. Utrzymywał kontakty naukowe i przyjacielskie z Kiepertem i Leonardem Jaczewskim. Nazwiskiem Bukowski oznaczono szereg skamieniałości, m.in. z jury okolic Częstochowy: Cardioceras Bukowski Maire, Taramelliceras bukowski Siemiradzki, Hecticoceras bukowskii Bonarelli i Macrocephalites bukowski Różycki.